# Paweł Pawlikowski
Paweł Aleksander Pawlikowski (ur. 15 września 1957 w Warszawie) – polski reżyser, scenarzysta, producent filmowy i nauczyciel akademicki.
W latach 90. XX wieku zrealizował dla BBC kilka filmów dokumentalnych. W Wielkiej Brytanii wyreżyserował filmy fabularne Ostatnie wyjście (2000) i Lato miłości (2004). W latach 2004–2007 wykładał na Oxford Brookes University. Wyreżyserował Kobietę z piątej dzielnicy (2011). Międzynarodowe uznanie przyniosły mu nakręcone w Polsce filmy Ida (2013) oraz Zimna wojna (2018); oba nagrodzone Złotymi Lwami na Festiwalu Polskich Filmów Fabularnych w Gdyni oraz Orłami dla najlepszego filmu. Za Idę Paweł Pawlikowski otrzymał również Oscara dla najlepszego filmu nieanglojęzycznego (pierwszego w dziejach polskiej kinematografii Oscara dla filmu pełnometrażowego), a za Zimną wojnę – nagrodę za reżyserię na Festiwalu Filmowym w Cannes.
W swoich filmach, które reżyseruje na podstawie współtworzonych przez siebie scenariuszy Paweł Pawlikowski portretuje bohaterów, którzy są pozbawieni tożsamościowej stabilności. Szczególne miejsce w jego utworach zajmują kobiety. Jego styl filmowy charakteryzowany był jako poetycki oraz umożliwiający odbiorcom skupianie się na przeżyciach bohaterów. W jego utworach odnajdywano aluzje do dzieł takich twórców jak Krzysztof Kieślowski, Yasujirō Ozu i Robert Bresson. Paweł Pawlikowski został laureatem nagrody Ministra Kultury i Dziedzictwa Narodowego (2014) i Wiktora dla twórcy roku (2015). Został odznaczony Krzyżem Oficerskim Orderu Odrodzenia Polski.

## Życiorys

### Młodość, wykształcenie
Paweł Pawlikowski urodził się 15 września 1957 w Warszawie . Jego matka, pochodząca z tradycyjnej katolickiej rodziny, była początkowo artystką baletową. Gdy zaczęła mieć problemy zdrowotne, skończyła filologię angielską, a następnie wykładała na Uniwersytecie Warszawskim  . Jego ojciec natomiast był lekarzem pochodzenia żydowskiego . Babka ze strony ojca, również z zawodu lekarka pochodzenia żydowskiego , została zamordowana w Auschwitz  . On sam został ochrzczony i tak jak matka był katolikiem . Matką chrzestną Pawlikowskiego była aktorka Barbara Kwiatkowska-Lass, przyjaciółka jego matki .
Ojciec Pawlikowskiego na fali antysemickiej nagonki, będącej następstwem wydarzeń marcowych, już po rozpadzie małżeństwa w 1969 wyjechał do Austrii. W 1971, gdy Paweł Pawlikowski miał 14 lat, wyjechał wraz z matką do Wielkiej Brytanii. Rodzice Pawlikowskiego potem zeszli się w zachodnich Niemczech , gdy ojciec przeniósł się z Austrii . Później mieszkali we Włoszech i we Francji, a następnie na stałe osiedlili się w Anglii . Pierwszy okres pobytu w Anglii spędził w katolickiej szkole pod Londynem, prowadzonej przez Zgromadzenie Księży Marianów. Ponieważ nie chciał się uczyć i poddać dyscyplinie, został z niej wyrzucony , w związku z czym ukończył ostatecznie szkołę protestancką .
Na uczelniach w Londynie i Oksfordzie studiował literaturę oraz filozofię, pisał doktorat o austriackim poecie Georgu Traklu . W Oksfordzie zapisał się również na warsztaty filmowe, po których przerwał karierę naukową . W 1986 otrzymał staż w BBC i zajął się tworzeniem filmów, początkowo dokumentalnych .

### 1990–1995: Filmy dokumentalne
Jego najbardziej znane dzieła dokumentalne, realizowane dla BBC, poświęcone były Rosji. Z Moskwy do Pietuszek z Wieniediktem Jerofiejewem (From Moscow to Pietushki. A Journey with Benedict Yerofeyev, 1990), biografia tytułowego rosyjskiego pisarza, była równocześnie adaptacją utworu tegoż Moskwa – Pietuszki, czytaną przez Jerofiejewa z offu . W humorystycznych Podróżach Dostojewskiego (Dostoyevsky’s Travels, 1992) reżyser przedstawił losy prawnuka Fiodora Dostojewskiego, tramwajarza Dmitrija, który w trakcie transformacji ustrojowej usiłował zdobyć upragniony samochód marki Mercedes, co wiązało się z koniecznością kombinatorstwa . Właśnie w Podróżach Dostojewskiego pojawiła się kwestia wypowiadana przez bohatera dokumentu: „Musiałem zabić, bo potrzebowałem pieniędzy” . Serbski epos (Serbian Epics, 1992) i Wycieczka z Żyrinowskim (Tripping with Zhirinovsky, 1995) były z kolei obserwacjami gardzących demokracją populistów: serbskiego zbrodniarza wojennego Radovana Karadžicia oraz rosyjskiego polityka Władimira Żyrinowskiego . O ile film o Żyrinowskim satyrycznie przedstawiał jego polityczną karierę, o tyle etnograficzny portret serbskiej części Jugosławii w Serbskim eposie zbulwersował brytyjską opinię publiczną, rodząc podejrzenia, iż Pawlikowski sympatyzował z Karadžiciem .

### 1998–2011: Pierwsze filmy fabularne

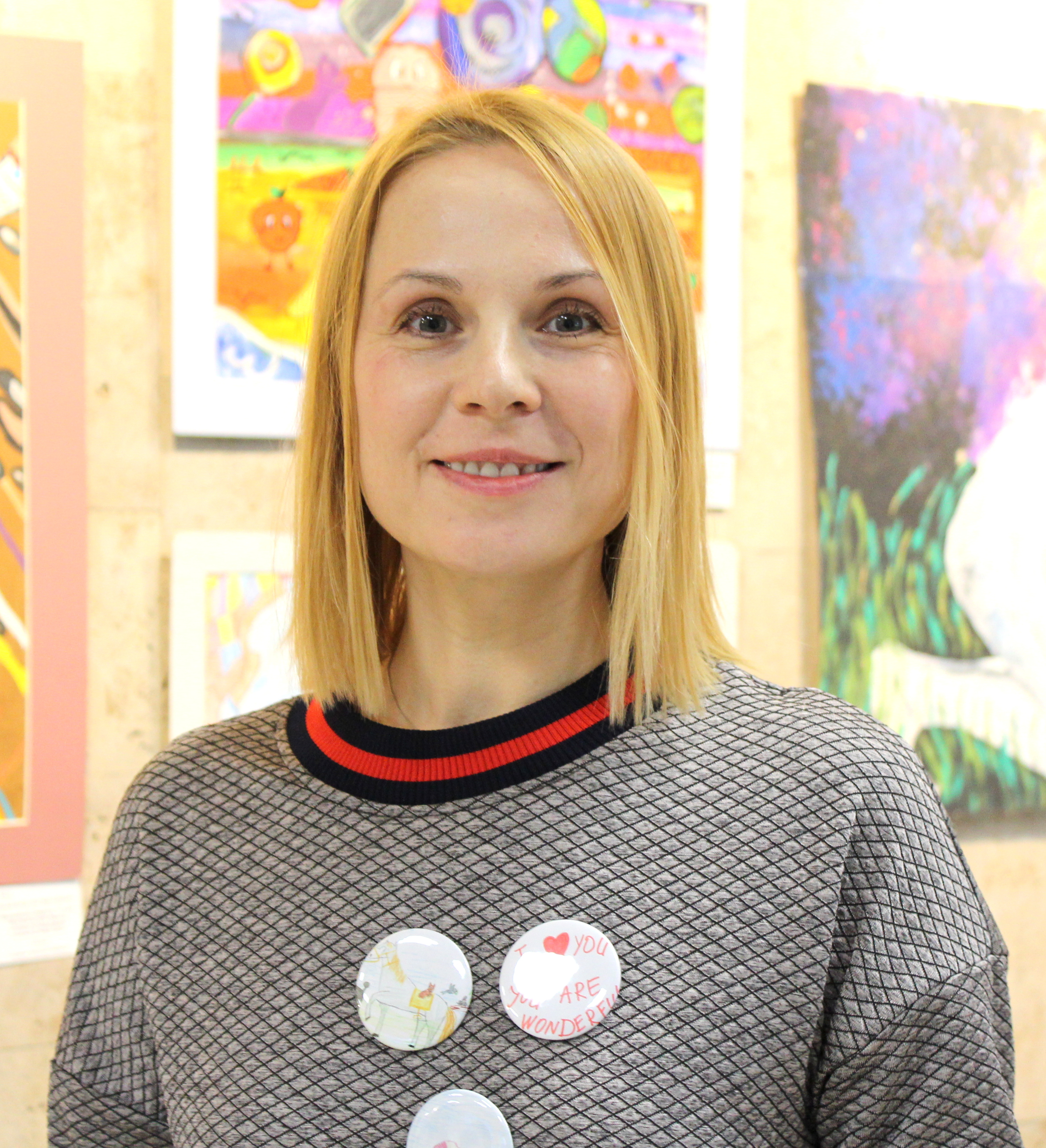
Dina Korzun grała w Ostatnim wyjściu

Debiutem fabularnym Pawlikowskiego był telewizyjny Korespondent (The Stringer, 1998) o reportażyście-amatorze, który zdobywa dzięki łutowi szczęścia sensacyjne materiały dla telewizji . Korespondent został jednak przyjęty chłodno. Przykładowo Godfrey Cheshire z „Variety” pisał, że „skąpe podejście do dramaturgii pozbawia film prawdziwego napięcia i narracyjnej konstrukcji, a także sprawia, że jego polityczne obserwacje wydają się płytkie, a nawet niezamierzenie efekciarskie” .
Ostatnie wyjście (Last Resort, 2000), dystrybuowane już w kinach, Pawlikowski poświęcił opowieści o rosyjskiej imigrantce (Dina Korzun), która stara się o uzyskanie azylu w Wielkiej Brytanii. Krytycy oceniali Ostatnie wyjście pozytywnie; Roger Ebert komentował film z uznaniem, twierdząc: „Podoba mi się sposób, w jaki Ostatnie wyjście się kończy, w jaki zamyka swoją emocjonalną podróż, nie udając, że historia, która leży u jego podstaw, dobiegła końca. Wychodzisz z kina zaciekawiony i poruszony” .
W 2004 Pawlikowski wyreżyserował kolejny film Lato miłości (My Summer of Love), opowiadający o historii miłosnej między dwiema nastolatkami, które dzieli „przepaść klasowa” . Lato miłości, powstałe na podstawie powieści Helen Cross , okazało się pierwszym istotnym sukcesem Pawlikowskiego; zbierając bardzo pozytywne recenzje, umożliwiło rozwój kariery Emily Blunt i Natalie Press, które odgrywały główne role . Doceniany był zwłaszcza sposób kręcenia zdjęć „z ręki”, przywodzący na myśl dokonania grupy Dogma 95  lub społeczny realizm Kena Loacha . Lato miłości otrzymało nagrodę BAFTA dla najlepszego filmu brytyjskiego roku .
W 2005 Pawlikowski rozpoczął realizację projektu The Restraint of Beasts, przerwanego w kolejnym roku chorobą żony. Gdy wykryto u niej raka w ostatnim stadium, reżyser postanowił zawiesić projekt i opiekował się nią do ostatnich chwil . Wrócił do reżyserii po pięciu latach, gdy jego dzieci skończyły liceum i usamodzielniły się .
Kolejny film pełnometrażowy w reżyserii Pawlikowskiego, Kobieta z piątej dzielnicy (La Femme du Vème, 2011) na podstawie powieści kryminalnej Douglasa Kennedy’ego, rozgrywał się w Paryżu. W rolach głównych byłych małżonków reżyser obsadził Kristin Scott Thomas i Ethana Hawke’a, a ten drugi – wystylizowany na samego Pawlikowskiego – odtwarzał kreację człowieka pogrążonego w traumie oraz staczającego się w obłęd . Efekt pracy reżysera nie przekonał jednak krytyków. Scott Tobias z magazynu internetowego The A.V. Club, wychwytując podobieństwa między Kobietą a filmami Romana Polańskiego, stwierdzał: „Paweł Pawlikowski nie jest Romanem Polańskim, więc urojenia i psychoza jego nadętego bohatera nie mają odpowiedniej intensywności” .

### 2013–2018: Filmy o Polsce

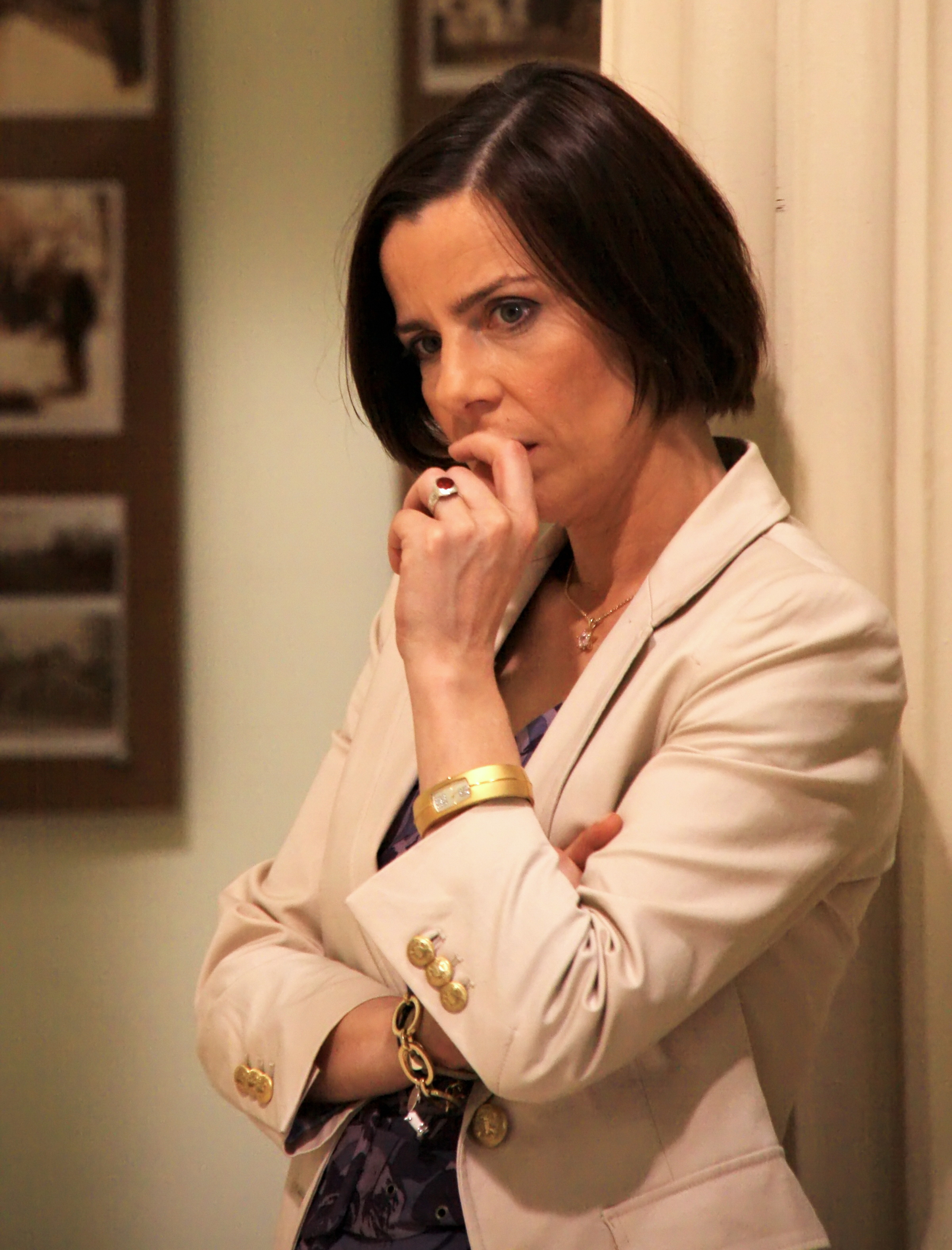
Agata Kulesza grała w Idzie

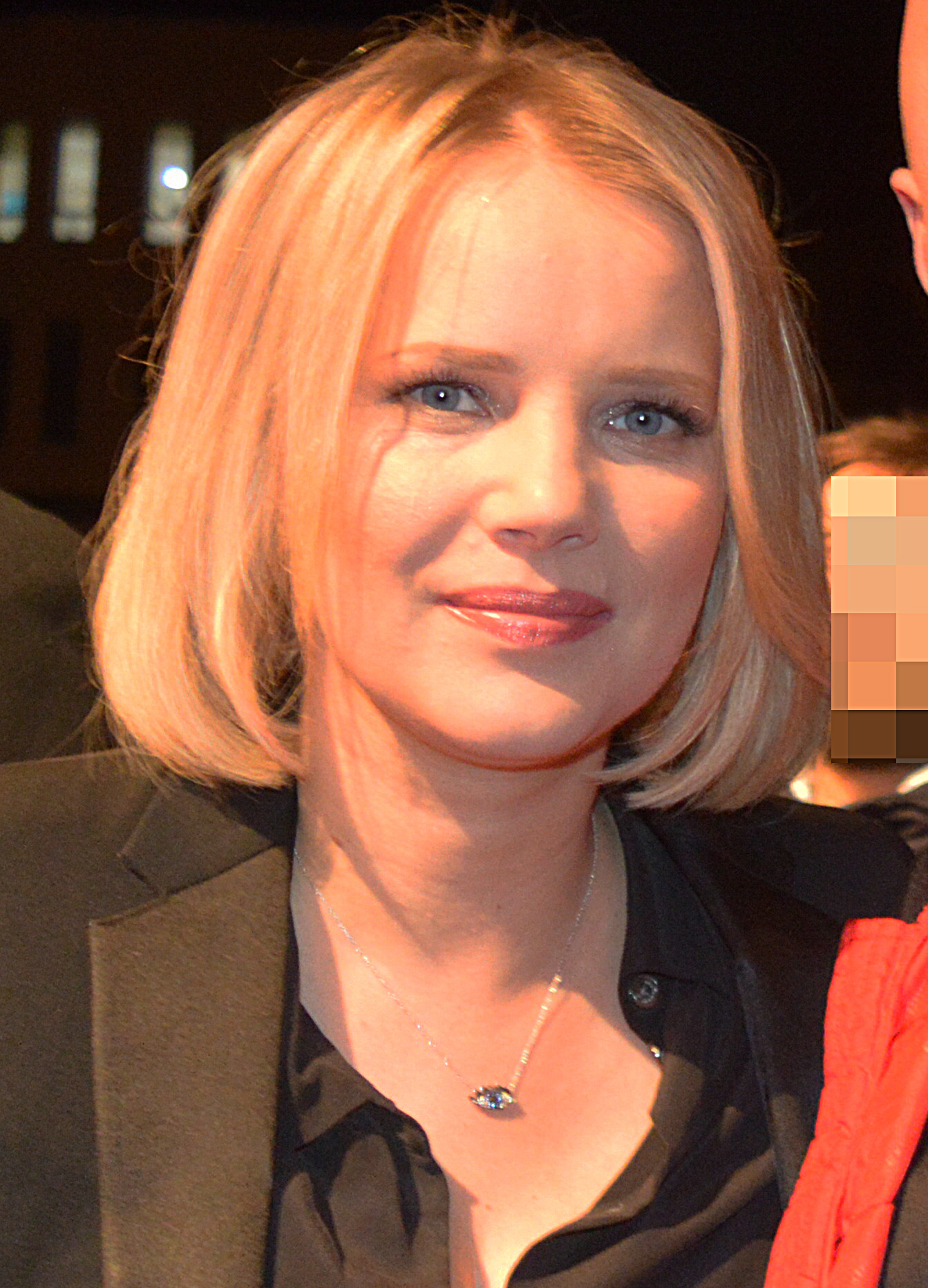
Joanna Kulig grała w Zimnej wojnie

W międzyczasie Pawlikowski opracował projekt filmu o postulantce w katolickim zakonie (Agata Trzebuchowska), która od swojej ciotki (Agata Kulesza) dowiaduje się, że jest Żydówką. Pierwotnie scenariusz napisany wraz z Cezarym Harasimowiczem był zatytułowany Sister of Mercy (Siostra miłosierdzia), jednak Pawlikowski przeredagował go wraz z Rebeką Lenkiewicz i przemianował na Idę (2013) . Ida wzbudziła w Polsce olbrzymie kontrowersje; środowiska prawicowo-konserwatywne zarzucały reżyserowi przypisanie Polakom udziału w Zagładzie Żydów podczas II wojny światowej , podczas gdy krytycy lewicowi – utrwalanie stereotypu żydokomuny, ucieleśnianego przez postać graną przez Kuleszę   . Mimo to niekiedy – ze względu na odrealnienie filmowej rzeczywistości, osiągnięte przez poetyckie czarno-białe zdjęcia – akcentowano niejednoznaczność, z jaką Ida podejmowała temat II wojny światowej i epoki stalinowskiej. Na 38. edycji festiwalu filmowego w Gdyni Ida otrzymała Złote Lwy dla najlepszego filmu. Pawlikowski został później nagrodzony podczas 19. ceremonii wręczenia Orłów za najlepszy film i najlepszą reżyserię. Poza Polską Ida spotkała się z powszechnym uznaniem ze względu na subtelne ukazanie zawiłości II wojny światowej ; w 2015 otrzymała nagrodę BAFTA za najlepszy film nieanglojęzyczny oraz Oscara w tej samej kategorii, stając się pierwszym polskim filmem pełnometrażowym uhonorowanym Nagrodą Akademii Filmowej . Agnieszka Tambor pisała: „Fabuła jest dość prosta, jednak to sposób realizacji powoduje, że film powszechnie nazywa się arcydziełem”.
Ukończywszy prace nad Idą, Pawlikowski zamierzał nakręcić opowieść inspirowaną życiem swoich rodziców , z udziałem Joanny Kulig oraz Tomasza Kota w roli kochanków miotających się pomiędzy Europą Zachodnią a Wschodnią podczas zimnej wojny. Film zatytułowany Zimna wojna został ukończony w 2018, a dzięki starannie zaplanowanej kampanii promocyjnej zakwalifikował się do udziału w konkursie głównym na 71. MFF w Cannes jako pierwszy film w języku polskim od czasu Przesłuchania (1982), zaprezentowanego w 1990 . Film po premierze przyjęto długimi owacjami na stojąco, a recenzje były jednoznacznie pozytywne . Pawlikowski otrzymał w Cannes Złotą Palmę za najlepszą reżyserię jako pierwszy polski filmowiec w tej kategorii , a Zimna wojna została uhonorowana także między innymi Europejską Nagrodą Filmową dla najlepszego filmu roku  oraz umieszczeniem w ścisłej czołówce kandydatów do Oscara dla najlepszego filmu nieanglojęzycznego; statuetkę Akademii Filmowej odebrał jednak film Roma (2018) Alfonsa Cuaróna .

### Dalsza kariera
Po sukcesie Zimnej wojny Pawlikowski miał zamiar nakręcić film roboczo zatytułowany The Island, psychodramę toczącą się między dwiema głównymi postaciami a ludźmi czyhającymi na upadek ich szczęścia. Główne role mieli zagrać Joaquin Phoenix i Rooney Mara, lecz w 2023 wskutek strajku Gildii Aktorów Ekranowych produkcja filmu została zawieszona do odwołania.

### Kariera akademicka, udział w festiwalowych jury
W 2004 Pawlikowski otrzymał pracę wykładowcy akademickiego na Oxford Brookes University , gdzie wykładał przez trzy lata .
W 2011 Pawlikowski był przewodniczącym jury na 36. Festiwalu Polskich Filmów Fabularnych w Gdyni , które podjęło decyzję o uhonorowaniu Złotymi Lwami filmu Essential Killing (2011) w reżyserii Jerzego Skolimowskiego . Werdykt wzbudził kontrowersje, gdyż faworytem dziennikarzy i publiczności była Róża (2011) Wojciecha Smarzowskiego . Pawlikowski tłumaczył później mediom, że reszta członków zagranicznego jury uznała Różę za film zupełnie niezrozumiały . Pawlikowski zasiadał też w jury konkursu głównego na 72. MFF w Wenecji (2015)  oraz na 72. MFF w Cannes (2019) . W 2020 został przewodniczącym Rady Programowej Festiwalu Polskich Filmów Fabularnych.

### Poglądy
Jak Pawlikowski twierdził, po przyjeździe do Polski zaskoczył go wzrost nastrojów nacjonalistycznych:

Wybory w 2015 roku były dla mnie szokiem i przyznaję, przeżyłem taki moment: „Co ja tu robię?” Ale potem pomyślałem: „To mój kraj, pełen wspaniałych ludzi i dobrych tradycji. Mam tu przyjaciół, rodzinę i wciąż sporo historii do opowiedzenia. Poza tym 30 procent to nie cały kraj. Trzeba odczekać” .

Krytykował politykę Prawa i Sprawiedliwości po 2015 , ze względu na obawy nie tyle o swoją pozycję, ile o przyszłość polskiej kinematografii i kultury: „zabranie dotacji dla wielu pism, teatrów czy festiwali, które są dla władzy niewygodne, to forma cenzury ekonomicznej” . Był jednym z przedstawicieli demonstracji przeciwko odwołaniu Magdaleny Sroki ze stanowiska dyrektor Polskiego Instytutu Sztuki Filmowej . W 2018 w wywiadzie dla Agence France-Presse twierdził, że figuruje „wraz z wieloma wybitnymi kolegami” na liście „niepożądanych, niewystarczająco patriotycznych artystów” ; wiadomość o takiej liście zdementował urzędujący wówczas minister kultury i dziedzictwa narodowego Piotr Gliński . Gdy Gliński w 2020 opóźniał powołanie wybranego w konkursie Tomasza Kolankiewicza jako dyrektora artystycznego ówczesnej edycji festiwalu, Pawlikowski groził rezygnacją ze stanowiska w Radzie Programowej . Ostatecznie festiwal odbył się w listopadzie, w miejsce zwyczajowego wrześniowego terminu, z Leszkiem Kopciem jako dyrektorem .
W 2018 w plebiscycie dla Criterion Collection wskazał 14 swoich ulubionych filmów: Noc po ciężkim dniu (1964) Richarda Lestera, Pół żartem, pół serio (1959) Billy’ego Wildera, Popiół i diament (1958) Andrzeja Wajdy, Badlands (1973) i Niebiańskie dni (1978) Terrence’a Malicka, Miłość blondynki (1965) Miloša Formana, Żyć własnym życiem (1963) i Szalonego Piotrusia (1965) Jeana-Luca Godarda, Za naszą miłość (1983) Maurice’a Pialata, Dziecko wojny (1962) Andrieja Tarkowskiego, Słodkie życie (1960), Osiem i pół (1963) i Amarcord (1973) Federica Felliniego, wreszcie Mulholland Drive (2001) Davida Lyncha .
Deklarował się jako człowiek wierzący, twierdząc, że ma „ogromną potrzebę wiary i poczucie istnienia Absolutu. Przeraża mnie informacyjny hałas i materialistyczno-zmysłowa kultura, która nas otacza. Uciekam od nich jak najdalej” .

## Życie prywatne
Ma dwoje dzieci, syna i córkę . Jego pierwsza żona, która wyemigrowała z Rosji w latach 80., zmarła w 2006 ; jej imienia i nazwiska Pawlikowski nigdy nie podał publicznie . Pod koniec 2017 ożenił się z modelką Małgorzatą Belą .

## Styl filmowy

### Motywy
Dorobek Pawlikowskiego zwykle zalicza się do twórczości transnarodowej, w której skupiają się doświadczenia z przebywania w różnych krajach. Richard Porton z pisma „Cinéaste” opisywał reżysera jako „jeden z najbardziej wyrazistych głosów w brytyjskiej kinematografii ostatnich lat”, dopowiadając, że Pawlikowski „nie chce produkować filmów zgodnych z przewidywalnymi trendami i szablonowymi receptami”. W początkowej fazie jego twórczości doszukiwano się poetyckiego przetworzenia konwencji brytyjskiego realizmu społecznego. Reżyser był ceniony za szczególną empatię i zrozumienie wobec swoich bohaterów, którzy są pozbawieni tożsamościowej stabilności; szczególnie zauważano jego nieszablonowość w portretowaniu postaci kobiecych. Joanna Rydzewska porównywała utwory Pawlikowskiego do twórczości Michaela Hanekego, który część swych filmów również tworzył poza krajem pochodzenia i również stawiał pytania o kondycję współczesnej Europy. Agnieszka Morstin stwierdzała natomiast (zwłaszcza na przykładzie Zimnej wojny) podobieństwo dzieł Pawlikowskiego do późnej twórczości Krzysztofa Kieślowskiego, szczególnie zaś – Podwójnego życia Weroniki, gdzie również zaakcentowany został rozdźwięk między zachodem a wschodem Europy. Sam Pawlikowski jednak przy okazji premiery Idy deklarował, że główną inspiracją dla niego był Jean-Luc Godard i jego Żyć własnym życiem, a Katarzyna Mąka-Malatyńska upatrywała bardziej w twórczości Pawlikowskiego wpływu polskich filmów z lat 60. oraz francuskiej Nowej Fali.
Twórczość Pawlikowskiego dotyczyła nie tylko wykorzenienia jego bohaterów pod względem narodowościowym, ale również religijnym. Ida zdaniem Wacława Osadnika jest filmem, w którym pojawiają się odniesienia na równi do etyki chrześcijańskiej oraz judaistycznej. Audrey Kichelewski w swoim studium Idy i Zimnej wojny skupiała swą uwagę na szczególny sposób portretowania losów powojennej Polski. Zdaniem Kichelewski oba filmy Pawlikowskiego przedstawiają „bardziej złożoną wizję komunistycznej przeszłości niż potępienie czy błogą nostalgię”. Ida oraz Zimna wojna wykraczają poza zbiorowe wyobrażenia o epoce komunistycznej, ponieważ „ukazują katolicyzm jako ważny element życia i tożsamości powojennej Polski, pomimo stosunku komunizmu do zorganizowanej religii”.
Zdaniem krytyka Łukasza Maciejewskiego reżyser Idy „opowiada o metafizyce bez doktrynerstwa, o odkrywaniu erotyki i tożsamości bez tautologii – dlatego jego filmy są doskonale zrozumiałe wszędzie na świecie” . Maciejewski również dopowiadał, że „Pawlikowski mierzy się z polskimi kompleksami historycznymi, ale ucieka przed serwowaniem gotowych tez, ferowaniem wyroków. W jego filmach zamiast publicystyki, otrzymujemy filmową poezję” .

### Środki wyrazu

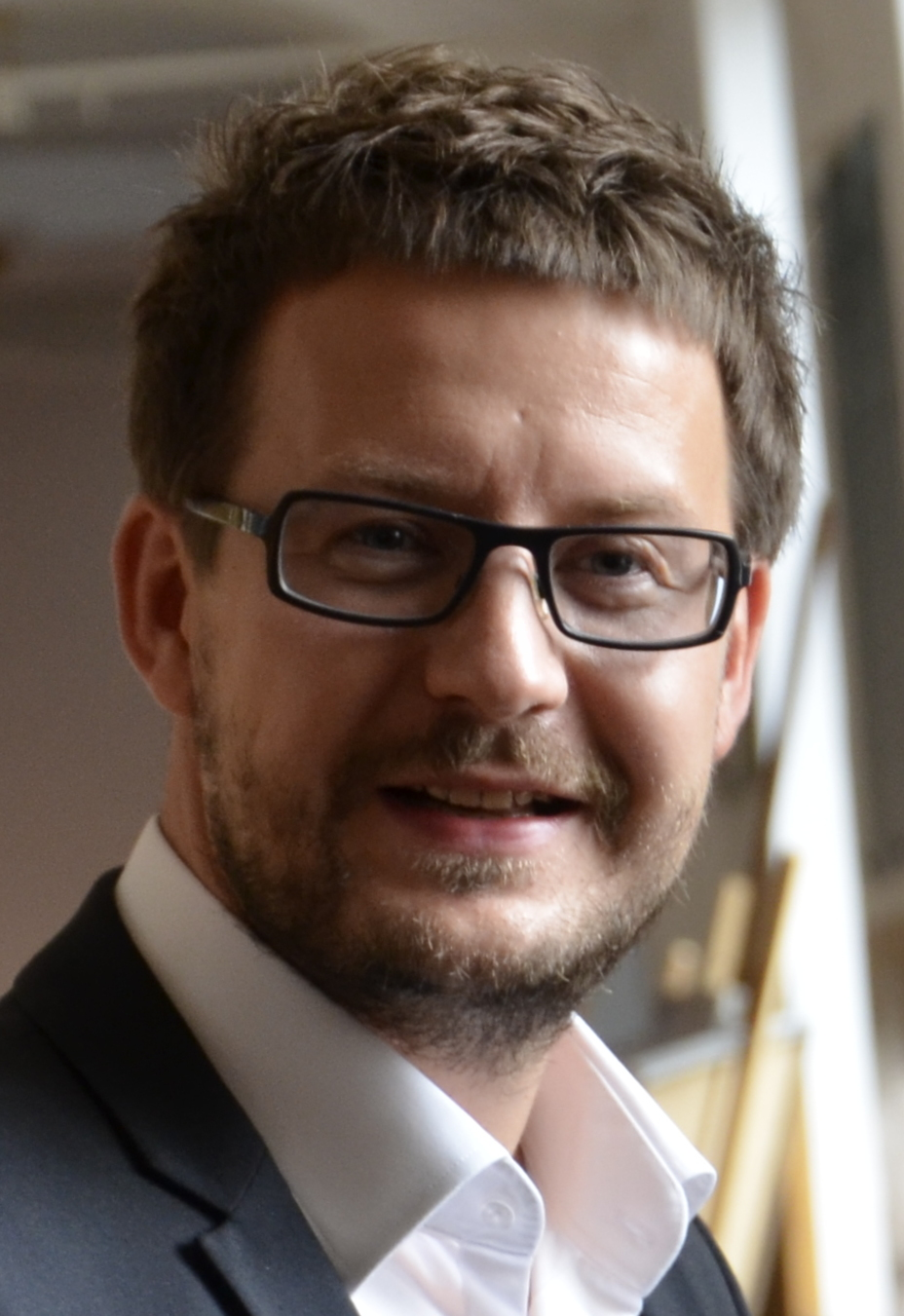
Łukasz Żal, twórca zdjęć do Idy i Zimnej wojny

Joanna Sosnowska zauważyła, że czynnikiem wiążącym filmy Pawlikowskiego jest użycie poetyckich środków wyrazu, skłaniających widzów do skupienia się na postaciach. W Idzie oraz Zimnej wojnie owe środki reżyser osiągnął, eliminując tło, używając bliskich planów filmowych lub kadrując za pomocą pustej przestrzeni. Robert Birkholc pisał, iż Pawlikowski „chętnie kręci w czerni i bieli, cyzeluje kadr, w wysublimowany sposób używa światłocienia”. Jak twierdziła aktorka Agata Kulesza, reżyser zwykł wielokrotnie powtarzać to samo ujęcie do celów montażowych . Użyta przez Pawlikowskiego symbolika na poziomie wizualnym skupia się na kontrastowym zestawieniu barw, a na poziomie dźwiękowym – polega na wyciszeniu pozornie najbardziej dramatycznych scen, co odbywa się poprzez wydłużenie przerw między dialogami, milczenie, oczekiwanie odpowiedzi. Stąd filmy Pawlikowskiego porównywano pod względem estetycznym do medytacyjnych dzieł Roberta Bressona oraz Yasujirō Ozu; Sheila Skaff zaliczała na przykład Idę do filmów „antymodernistycznych”, stanowiących formę duchowej „medytacji na temat ograniczeń, jakie wojna i emigracja narzucają tym, którzy je przeżyli”.
Pawlikowski deklarował, że specjalizuje się w filmach „stosunkowo prostych”. Większość jego filmów koncentruje się wokół trzech postaci w określonym krajobrazie, przy czym celem stawianym sobie Pawlikowski czyni sytuację, w której widz „wychodzi z kina z filmem wciąż w głowie, a nie z uczuciem przesytu”. W swoich filmach skupia się bardziej na wiarygodnych relacjach pomiędzy postaciami aniżeli na dawaniu widzom lekcji historii:

Kiedy opowiadasz o sytuacji historycznej za pośrednictwem ludzi i ich skomplikowanych relacji, a także czynisz tych ludzi prawdziwymi i barwnymi, historia ożywa o wiele bardziej, niż gdybyś próbował nakręcić film, który wyjaśnia historię, który ma na celu rozrachunek z historią, albo służy celowi edukacyjnemu lub dydaktycznemu.

## Filmografia
| Rok  | Tytuł                                             | Reżyser | Scenarzysta | Producent | Uwaga             |
| ---- | ------------------------------------------------- | ------- | ----------- | --------- | ----------------- |
| 1990 | Z Moskwy do Pietuszek z Wieniediktem Jerofiejewem | T       |             |           | film dokumentalny |
| 1992 | Podróże Dostojewskiego                            | T       |             | T         | film dokumentalny |
| 1992 | Serbski epos                                      | T       |             | T         | film dokumentalny |
| 1995 | Wycieczka z Żyrinowskim                           | T       |             | T         | film dokumentalny |
| 1998 | Korespondent                                      | T       | T           |           | film fabularny    |
| 2000 | Ostatnie wyjście                                  | T       | T           |           | film fabularny    |
| 2004 | Lato miłości                                      | T       | T           |           | film fabularny    |
| 2011 | Kobieta z piątej dzielnicy                        | T       | T           |           | film fabularny    |
| 2013 | Ida                                               | T       | T           |           | film fabularny    |
| 2018 | Zimna wojna                                       | T       | T           |           | film fabularny    |

## Nagrody
| Rok  | Film             | Festiwal/instytucja                                            | Nagroda                                                              |
| ---- | ---------------- | -------------------------------------------------------------- | -------------------------------------------------------------------- |
| 2001 | Ostatnie wyjście | Międzynarodowy Festiwal Filmowy w Salonikach                   | Nagroda FIPRESCI                                                     |
| 2004 | Lato miłości     | Brytyjska Akademia Sztuk Filmowych i Telewizyjnych             | Nagroda Alexandra Kordy dla najlepszego filmu brytyjskiego           |
| 2005 | Lato miłości     | Międzynarodowy Festiwal Filmowy w Edynburgu                    | Nagroda dla najlepszego nowego filmu brytyjskiego                    |
| 2006 | Lato miłości     | Polska Akademia Filmowa                                        | Orzeł za najlepszy film europejski                                   |
| 2013 | Ida              | Festiwal Polskich Filmów Fabularnych                           | Złote Lwy                                                            |
| 2013 | Ida              | Festiwal Polskich Filmów Fabularnych                           | Nagroda Dziennikarzy                                                 |
| 2013 | Ida              | Festiwal Polskich Filmów Fabularnych                           | Don Kichot, Nagroda Polskiej Federacji Dyskusyjnych Klubów Filmowych |
| 2013 | Ida              | Festiwal Polskich Filmów Fabularnych                           | Nagroda Sieci Kin Studyjnych i Lokalnych                             |
| 2013 | Ida              | Festival Internacional de Cine de Gijón                        | Grand Prix                                                           |
| 2013 | Ida              | Festival Internacional de Cine de Gijón                        | Nagroda Jury Młodzieżowego                                           |
| 2013 | Ida              | Festival Internacional de Cine de Gijón                        | Nagroda za scenariusz                                                |
| 2013 | Ida              | London Film Festival                                           | Grand Prix                                                           |
| 2013 | Ida              | Międzynarodowy Festiwal Filmowy „Listapad” w Mińsku            | Grand Prix                                                           |
| 2013 | Ida              | Międzynarodowy Festiwal Filmowy w Toronto                      | Nagroda FIPRESCI                                                     |
| 2013 | Ida              | Warszawski Festiwal Filmowy                                    | Grand Prix                                                           |
| 2013 | Ida              | Warszawski Festiwal Filmowy                                    | Nagroda Jury Ekumenicznego                                           |
| 2013 | Ida              | Festiwal Filmów o Tematyce Żydowskiej                          | Nagroda dla najlepszego pełnometrażowego filmu fabularnego           |
| 2014 | Ida              | Jameson Dublin International Film Festival                     | Najlepszy reżyser                                                    |
| 2014 | Ida              | Europejska Nagroda Filmowa                                     | Nagroda Publiczności                                                 |
| 2014 | Ida              | Europejska Nagroda Filmowa                                     | Nagroda dla najlepszego filmu                                        |
| 2014 | Ida              | Europejska Nagroda Filmowa                                     | Nagroda dla najlepszego reżysera                                     |
| 2014 | Ida              | Europejska Nagroda Filmowa                                     | Nagroda dla najlepszego scenarzysty                                  |
| 2014 | Ida              | Golden Trailer Award                                           | Najlepszy zagraniczny film dramatyczny                               |
| 2014 | Ida              | TVP Kultura                                                    | Gwarancja Kultury                                                    |
| 2014 | Ida              | Międzynarodowy Festiwal Filmowy w Helsinkach                   | Nagroda Publiczności                                                 |
| 2014 | Ida              | Międzynarodowy Festiwal Kina Niezależnego „Off Camera”         | Nagroda Główna w Konkursie Polskich Filmów Fabularnych               |
| 2014 | Ida              | Las Vegas Film Critics Society Sierra Award                    | Najlepszy film zagraniczny                                           |
| 2014 | Ida              | Festiwal Filmów Polskich w Los Angeles                         | Hollywood Eagle Award                                                |
| 2014 | Ida              | Lubuskie Lato Filmowe                                          | Srebrne Grono                                                        |
| 2014 | Ida              | Nagroda Krytyków Filmowych Nowego Jorku                        | Film nieanglojęzyczny                                                |
| 2014 | Ida              | Nagroda Krytyków Filmowych Los Angeles                         | Najlepszy film zagraniczny                                           |
| 2014 | Ida              | Polska Akademia Filmowa                                        | Orzeł za najlepszy film                                              |
| 2014 | Ida              | Polska Akademia Filmowa                                        | Orzeł za najlepszą reżyserię                                         |
| 2014 | Ida              | Phoenix Critics Circle Awards                                  | Najlepszy film międzynarodowy                                        |
| 2014 | Ida              | Festiwal Kina Polskiego „CiakPolska” w Rzymie                  | Nagroda Publiczności                                                 |
| 2014 | Ida              | The San Francisco Film Critics Circle Awards                   | Najlepszy film obcojęzyczny                                          |
| 2014 | Ida              | Sarasota Film Festival                                         | Nagroda w Konkursie Filmów Fabularnych                               |
| 2014 | Ida              | Parlament Europejski                                           | Nagroda Lux Prize                                                    |
| 2014 | Ida              | Festiwal Reżyserii Filmowej w Świdnicy                         | Złoty Dzik                                                           |
| 2014 | Ida              | Tarnowska Nagroda Filmowa                                      | Nagroda Specjalna Jury                                               |
| 2014 | Ida              | Festiwal Polskich Filmów „Ekran” w Toronto                     | Nagroda dla najlepszego filmu                                        |
| 2014 | Ida              | Tromso International Film Festival                             | Nagroda FIPRESCI                                                     |
| 2014 | Ida              | Festiwal Filmów z Europy Środkowej i Wschodniej „goEast”       | Grand Prix                                                           |
| 2014 | Ida              | Międzynarodowy Festiwal Filmowy „Wiosna Filmowa” w Wilnie      | Nagroda za reżyserię                                                 |
| 2014 | Ida              | Film Forum Zadar                                               | Grand Prix                                                           |
| 2014 | Ida              | Koło Piśmiennictwa Filmowego Stowarzyszenia Filmowców Polskich | Złota Taśma                                                          |
| 2015 | Ida              | Brytyjska Akademia Sztuk Filmowych i Telewizyjnych             | Najlepszy film nieanglojęzyczny                                      |
| 2015 | Ida              | Festiwal „Capri, Hollywood”                                    | Nagroda dla najlepszego nieanglojęzycznego filmu zagranicznego       |
| 2015 | Ida              | Hiszpańska Akademia Sztuki Filmowej                            | Goya za najlepszy film europejski                                    |
| 2015 | Ida              | Independent Spirit Award                                       | Najlepszy film zagraniczny                                           |
| 2015 | Ida              | RMF Classic                                                    | Wydarzenie roku                                                      |
| 2015 | Ida              | Alliance of Women Film Journalists                             | Nagroda dla najlepszego filmu zagranicznego                          |
| 2015 | Ida              | Amerykańska Akademia Sztuki i Wiedzy Filmowej                  | Oscar za najlepszy film obcojęzyczny                                 |
| 2017 | Ida              | Europejska Nagroda Filmowa                                     | Nagroda specjalna dla najlepszego filmu 30-lecia                     |
| 2018 | Zimna wojna      | Międzynarodowy Festiwal Filmowy w Cannes                       | Nagroda Jury za reżyserię                                            |
| 2018 | Zimna wojna      | Festiwal Filmu Polskiego w Ameryce                             | Nagroda Krytyków Chicagowskich                                       |
| 2018 | Zimna wojna      | Festiwal Filmu Polskiego w Ameryce                             | „Złote Zęby” dla najbardziej interesującego filmu fabularnego        |
| 2018 | Zimna wojna      | Festiwal Młodego Kina Wschodnioeuropejskiego w Cottbus         | Nagroda Publiczności                                                 |
| 2018 | Zimna wojna      | Europejska Nagroda Filmowa                                     | Nagroda dla najlepszego filmu                                        |
| 2018 | Zimna wojna      | Europejska Nagroda Filmowa                                     | Nagroda dla najlepszego reżysera                                     |
| 2018 | Zimna wojna      | Europejska Nagroda Filmowa                                     | Nagroda dla najlepszego scenarzysty                                  |
| 2018 | Zimna wojna      | Flanders International Film Festival (Gandawa)                 | Grand Prix                                                           |
| 2018 | Zimna wojna      | Festiwal Polskich Filmów Fabularnych                           | Złote Lwy                                                            |
| 2018 | Zimna wojna      | Festiwal Polskich Filmów Fabularnych                           | Złoty Kangur                                                         |
| 2018 | Zimna wojna      | Hiszpańska Akademia Sztuki Filmowej                            | Goya za najlepszy film europejski                                    |
| 2018 | Zimna wojna      | Lubuskie Lato Filmowe                                          | Złote Grono                                                          |
| 2018 | Zimna wojna      | National Board of Review                                       | Najlepszy film obcojęzyczny                                          |
| 2018 | Zimna wojna      | Międzynarodowy Festiwal Filmowy w Sztokholmie                  | Nagroda FIPRESCI                                                     |
| 2019 | Zimna wojna      | Empik                                                          | Bestseller Empiku w kategorii film polski                            |
| 2019 | Zimna wojna      | Europejska Nagroda Filmowa                                     | Nagroda Publiczności                                                 |
| 2019 | Zimna wojna      | London Critics’ Circle Film Awards                             | Nagroda dla najlepszego filmu nieanglojęzycznego                     |
| 2019 | Zimna wojna      | Polska Akademia Filmowa                                        | Orzeł za najlepszy film                                              |
| 2019 | Zimna wojna      | Polska Akademia Filmowa                                        | Orzeł za najlepszą reżyserię                                         |
| 2019 | Zimna wojna      | Polska Akademia Filmowa                                        | Orzeł za najlepszy scenariusz                                        |
| 2019 | Zimna wojna      | Tarnowska Nagroda Filmowa                                      | Grand Prix                                                           |
| 2019 | Zimna wojna      | Tarnowska Nagroda Filmowa                                      | Nagroda Publiczności                                                 |
| 2019 | Zimna wojna      | Festiwal Reżyserii Filmowej w Wałbrzychu                       | Wyróżnienie Specjalne                                                |
| 2019 | Zimna wojna      | Koło Piśmiennictwa Filmowego Stowarzyszenia Filmowców Polskich | Złota Taśma                                                          |

## Wyróżnienia honorowe

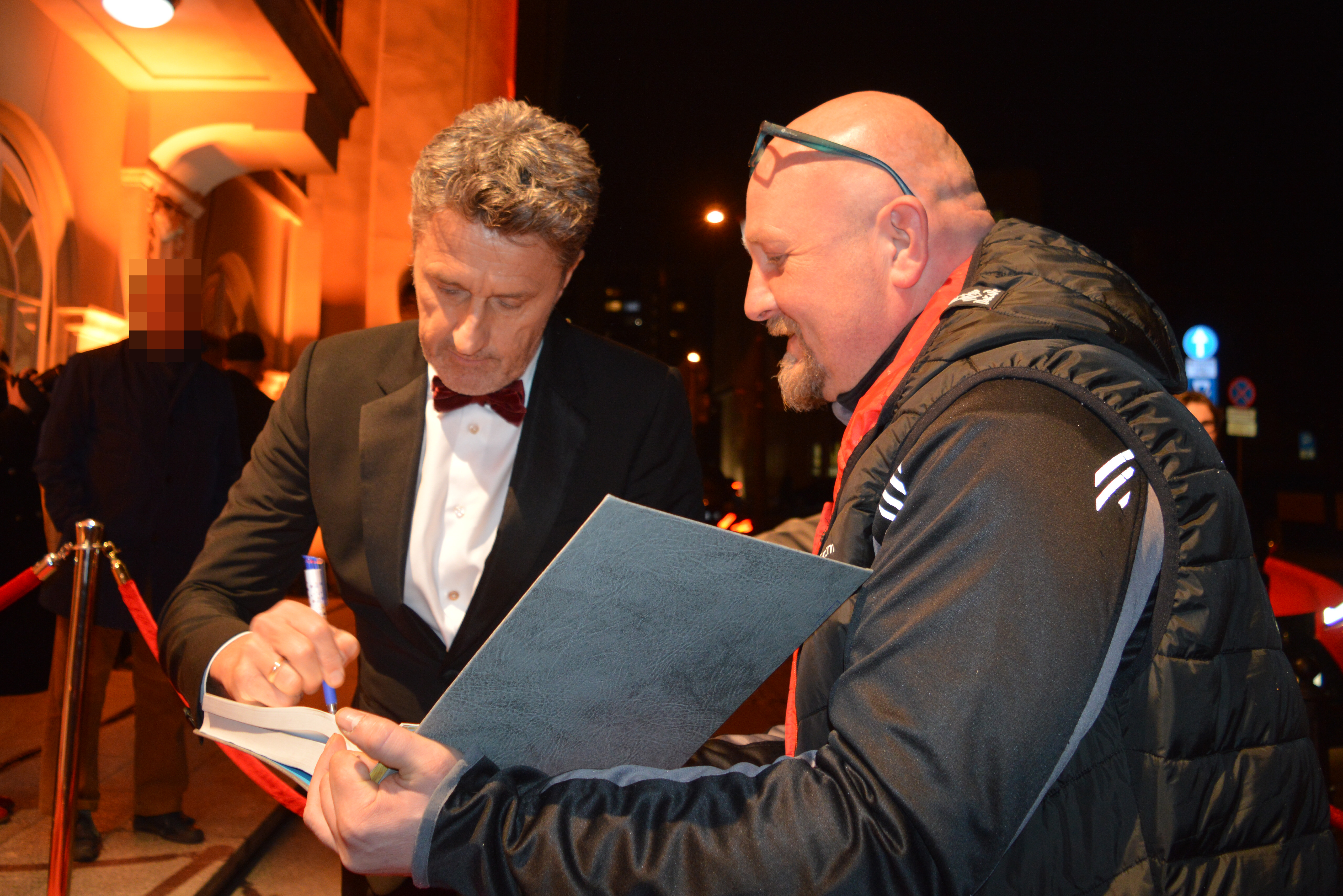
Paweł Pawlikowski podpisujący autograf (2019)

### Ordery
- Krzyż Oficerski Orderu Odrodzenia Polski (2015)[79]

### Nagrody honorowe
- Doroczna Nagroda Ministra Kultury i Dziedzictwa Narodowego w kategorii: Film (2014)[47][80]
- Wiktor w kategorii: Twórca roku (2015)[47][81]
- Honorowe Serce Sarajewa za „wybitny wkład w rozwój sztuki filmowej” na Festiwalu Filmowym w Sarajewie (2019)[47]
- Złoty Anioł za niepokorność twórczą na 17. Międzynarodowym Festiwalu Filmowym „Tofifest” w Toruniu (2019)[47][82]
- Honorowe Obywatelstwo Miasta Stołecznego Warszawy (2019)[47][83]
- Nagroda Specjalna i członkostwo honorowe Stowarzyszenia Autorów ZAiKS (2020)[84]

### Artykuły naukowe i specjalistyczne
- Alice Bardan, Welcome to Dreamland: The realist impulse in Pawel Pawlikowski’s Last Resort, „New Cinemas: Journal of Contemporary Film”, 6 (1), 2008, s. 47–63, DOI: 10.1386/ncin.6.1.47_1 [dostęp 2022-04-26].
- Michael Brooke, Interview: Fifth amendments, „Sight and Sound”, marzec 2012, s. 8.
- Piotr Forecki, Fantazmat Julii Brystiger, „Środkowoeuropejskie Studia Polityczne” (1), 2017, s. 47–69, ISSN 1731-7517 [dostęp 2022-05-05].
- Agnieszka Hess, Joanna Najbor, Promotion of Polish Cinema Abroad as an Element of Nation Branding. Case Study of “Cold War” (2018) by Pawel Pawlikowski, „Sustainability”, 12 (14), 2020, DOI: 10.3390/su12145621 [dostęp 2022-05-01] (ang.).
- Sebastian Jagielski, „Ida”, utrata i wstyd, „Kwartalnik Filmowy” (103), 2018, s. 6–24, ISSN 0452-9502 [dostęp 2022-04-30].
- Audrey Kichelewski, Poland’s Postwar Trauma and Identity in Pawel Pawlikowski’s Films: Reflections on Ida and Cold War, „Central European History”, 53 (3), 2020, s. 652–656, DOI: 10.1017/S0008938920000473, ISSN 0008-9389 [dostęp 2022-04-27] (ang.).
- Katarzyna Mąka-Malatyńska, Opowiedzieć niewidzialne. Próba analizy filmu Ida Pawła Pawlikowskiego, „Narracje o Zagładzie” (1), 2015, s. 225–246 [dostęp 2022-05-01] (pol.).
- Claire Monk, ‘If You Can’t Make a Good Political Film, Don’t’: Pawel Pawlikowski’s Resistant Poetic Realism, „Journal of British Cinema and Television”, 9 (3), 2012, s. 480–501, DOI: 10.3366/jbctv.2012.0101, ISSN 1743-4521 [dostęp 2022-04-26].
- Agnieszka Morstin, Kieślowski versus Pawlikowski. „Podwójne życie Weroniki” i „Zimna wojna” jako opowieści o świecie dwudzielnym, „Kwartalnik Filmowy” (103), 2018, s. 79–90, ISSN 0452-9502 [dostęp 2022-04-27].
- Jonathan Murray, Paweł Pawlikowski, The Music of Freedom: An Interview with Paweł Pawlikowski, „Cinéaste”, 44 (1), 2018, s. 5, DOI: 10.2307/26563052, JSTOR: 26563052 [dostęp 2022-05-01].
- Wacław M. Osadnik, Counterinterpretation in film criticism: The case of ‘Ida’ by Paweł Pawlikowski, „Quart”, 58 (4), 2020, s. 132–139, DOI: 10.11588/quart.2020.4.78074, ISSN 2449-9285 [dostęp 2022-04-26] (ang.).
- Magdalena Podsiadło-Kwiecień, Filmy nawiedzone, czyli kobiety władzy i demony: obcość nie z tej ziemi, „Kultura i Historia” (33), 2018, s. 160–174, ISSN 1642-9826 [dostęp 2022-05-05].
- Richard Porton, Going Against the Grain: An Interview with Pawel Pawlikowski, „Cinéaste”, sierpień 2005, s. 37–41.
- Joanna Rydzewska, Beyond the Nation State: ‘New Europe’ and Discourses of British Identity in Pawel Pawlikowski’s “Last Resort” (2000), „Journal of Contemporary European Studies”, 17 (1), 2009, s. 91–107, DOI: 10.1080/14782800902844743, ISSN 1478-2804 [dostęp 2022-04-26] (ang.).
- Sheila Skaff, „Ida” w Ameryce. Estetyka, tożsamość i artyzm w antyfilmie, „Kwartalnik Filmowy” (95), 2016, s. 213–218, ISSN 0452-9502 [dostęp 2022-04-26].
- Joanna Sosnowska, Silence as a Cinematic Expression in the Work of Paweł Pawlikowski, „Roczniki Nauk Społecznych”, 48 (2), 2020, s. 45–65, DOI: 10.18290/rns20482-3, ISSN 2544-5812 [dostęp 2022-04-26] (ang.).
- Monika Talarczyk-Gubała, Słowiańskie epopeje. O filmowej twórczości Pawła Pawlikowskiego [online], Dialog, listopad 2018 [dostęp 2022-04-14] (pol.).
- Agnieszka Tambor, Półka filmowa 2013–2014, „Postscriptum Polonistyczne”, 13 (1), 2014, s. 251–264, ISSN 1898-1593 [dostęp 2022-05-05] (ang.).
- Katarzyna Żakieta, Pamięć, tabu, trauma w najnowszym kinie polskim. Przypadek Róży W. Smarzowskiego, Idy P. Pawlikowskiego i Pokłosia W. Pasikowskiego, „Politeja”, 12 (35), 2015, s. 227–242, ISSN 1733-6716 [dostęp 2022-05-05].

### Artykuły branżowe
- Robert Birkholc, Umarł mistrz, niech żyje mistrz?, „Kino”, styczeń 2019, s. 32–35.
- Peter Bradshaw, Pawel Pawlikowski: ‘I was a lost guy in a weird city’ [online], The Guardian, 18 września 2014 [dostęp 2022-04-20] (ang.).
- Godfrey Cheshire, The Stringer [online], Variety, 19 maja 1998 [dostęp 2022-04-14] (ang.).
- Roger Ebert, Last Resort movie review & film summary (2001) [online], RogerEbert.com, 23 lutego 2001 [dostęp 2022-04-14] (ang.).
- Marta Górna, Oscary 2019. Trzy nominacje dla „Zimnej wojny”! Liderami „Roma” i „Faworyta” [online], Gazeta Wyborcza, 22 stycznia 2019 [dostęp 2019-01-22].
- Owen Gleiberman, My Summer of Love [online], Entertainment Weekly, 15 czerwca 2005 [dostęp 2022-04-14] (ang.).
- Agnieszka Graff, Ida – subtelność i polityka [online], Krytyka Polityczna, 1 listopada 2013 [dostęp 2020-05-16].
- Barbara Hollender, Europejskie Nagrody Filmowe: Triumf Pawlikowskiego i Kulig [online], rp.pl, 16 grudnia 2018a [dostęp 2018-12-18].
- Barbara Hollender, Triumf Pawła Pawlikowskiego w Cannes [online], Rzeczpospolita, 11 maja 2018b [dostęp 2022-04-14] (pol.).
- Barbara Hollender, Paweł Pawlikowski: Jeśli „Zimna wojna” spodobała się Nuriemu, rzeczywiście musi być spoko [online], Rzeczpospolita, 21 stycznia 2019 [dostęp 2022-04-30] (pol.).
- Livia Bloom Ingram, Courage of Conviction: A Conversation with Ida Director Pawel Pawlikowski [online], Filmmaker Magazine, 5 maja 2014 [dostęp 2022-04-14] (ang.).
- Agnieszka Kazimierczuk, Pawlikowski: W Polsce jestem na „czarnej liście” [online], Rzeczpospolita, 2018 [dostęp 2022-04-30] (pol.).
- v Damian Jankowski, Paweł Pawlikowski: Lubię stwarzać przestrzeń dla wiary [online], Więź, 8 czerwca 2018 [dostęp 2022-04-30] (pol.).
- Jarosław Kosmatka, „Ida” zwycięzcą Oscarów 2015. „Ida” dostała Oscara za najlepszy film nieanglojęzyczny [online], Dziennik Łódzki, 23 lutego 2015 [dostęp 2017-03-30] (pol.).
- Witold Mrozek, Gliński wciąż nie powołuje dyrektora festiwalu w Gdyni. Paweł Pawlikowski grozi rezygnacją [online], Gazeta Wyborcza, 6 lipca 2020 [dostęp 2022-05-08].
- Condé Nast, In “Cold War,” Pawel Pawlikowski Tells His Parents’ Love Story [online], The New Yorker, 22 grudnia 2018 [dostęp 2022-04-14] (ang.).
- Paweł Pawlikowski – kim jest twórca filmu „Ida”? [online], Polska Times, 27 lutego 2015 [dostęp 2022-04-14] (pol.).
- Paweł Pawlikowski otrzymał Złotą Palmę dla najlepszego reżysera festiwalu w Cannes [online], Polska Times, 21 maja 2018 [dostęp 2022-04-14] (pol.).
- Tim Robey, Oscars 2015: Pawel Pawlikowski on Oscar winner Ida [online], Daily Telegraph, 2015 [dostęp 2022-04-20].
- Małgorzata Sadowska, Paweł Pawlikowski, reżyser „Idy” o Polsce, polskości i Kościele [online], Newsweek.pl, 26 października 2013 [dostęp 2022-04-20] [zarchiwizowane z adresu 2015-02-22] (pol.).
- Donata Subbotko, Paweł Pawlikowski: Jaki honor, jaka ojczyzna? A co dopiero Bóg? [online], wyborcza.pl, 15 listopada 2013 [dostęp 2022-04-20].
- Jacek Szczerba, Festiwal w Gdyni jednak się odbędzie. Pokryje się z festiwalem Nowe Horyzonty [online], Gazeta Wyborcza, 15 lipca 2020 [dostęp 2022-05-08].
- Agata Trzebuchowska, Listy miłosne Pawła Pawlikowskiego [online], Kwartalnik Przekrój, 13 czerwca 2018 [dostęp 2022-04-30] (pol.).
- Krzysztof Varga, Polska jest Różą [online], Gazeta Wyborcza, 30 czerwca 2011 [dostęp 2022-04-27].
- Alice Wignall, Moves [online], The Guardian, 21 września 2004, s. 68 [dostęp 2022-04-20] (ang.).
- Janusz Wróblewski, Paweł Pawlikowski: odmieniec, poeta kina [online], Polityka, grudzień 2014 [dostęp 2022-04-14].
- Janusz Wróblewski, Rozmowa z Pawłem Pawlikowskim, reżyserem filmu „Kobieta z piątej dzielnicy” [online], Polityka, 25 września 2012 [dostęp 2022-04-14] (pol.).
- Piotr Zaremba, Moralitet ze skazą, „W Sieci” (9), 2015, s. 38.

### Strony internetowe
- Grzegorz Bruszewski, Paweł Pawlikowski i dwoje uczestników Powstania Warszawskiego honorowymi obywatelami miasta [online], dzieje.pl [dostęp 2022-06-01] (pol.).
- Doroczne Nagrody Ministra Kultury i Dziedzictwa Narodowego [online], MKiDN, 2014 [dostęp 2022-06-01] (pol.).
- Magdalena Drozdek, Paweł Pawlikowski nigdy nie mówi o pierwszej żonie. Z drugą właśnie obchodził rocznicę [online], Wirtualna Polska, 21 maja 2018 [dostęp 2022-04-14] (pol.).
- How Paweł Pawlikowski Reimagined His Parents’ Fiery Romance for the Big Screen [online], The Criterion Collection, 20 listopada 2019 [dostęp 2022-05-03] (ang.).
- Justyna Kobus, Paweł Pawlikowski: outsider z wyboru [online], TVN24, 22 lutego 2015 [dostęp 2022-04-20] (pol.).
- Fabien Lemercier, My Summer of Love [online], Cineuropa, 23 czerwca 2005 [dostęp 2022-04-14] (ang.).
- Łukasz Maciejewski, Paweł Pawlikowski. Jazzman pod włos [online], Onet Kultura, 22 stycznia 2019 [dostęp 2022-04-30] (pol.).
- Łukasz Maciejewski, Paweł Pawlikowski: Oscar w plecaku [online], Onet Kultura, 10 maja 2020 [dostęp 2022-05-03] (pol.).
- Małżonkowie. Małgorzata Bela i Paweł Pawlikowski, „Viva!”, Warszawa: Edipresse Polska, 22 lutego 2018, s. 26, ISSN 1426-9554 [dostęp 2018-02-23] (pol.).
- Iwona Muszytowska-Rzeszotek, Złote Anioły Tofifest lecą do Agnieszki Holland i Pawła Pawlikowskiego! [online], Polskie Radio PiK, 26 października 2019 [dostęp 2022-06-01] (pol.).
- Nowojorski pokaz „Idy” Pawlikowskiego nagrodzony brawami [online], Dziennik Związkowy, 24 stycznia 2014 [dostęp 2022-04-20] (pol.).
- Andrew O’Hehir, Beyond the Multiplex [online], Salon, 10 czerwca 2005 [dostęp 2022-04-14] (ang.).
- Paweł Pawlikowski w jury słynnego festiwalu w Wenecji [online], Dziennik, 28 lipca 2015 [dostęp 2022-04-14] (pol.).
- Paweł Pawlikowski’s Top 10 [online], The Criterion Collection, 31 grudnia 2018 [dostęp 2022-05-03] (ang.).
- Paweł Pawlikowski: W drodze po Oscara [online], Interia Film, 23 stycznia 2019 [dostęp 2022-04-14] (pol.).
- Paweł Pawlikowski w jury Festiwalu w Cannes [online], Onet Kultura, 29 kwietnia 2019 [dostęp 2022-04-14] (pol.).
- Pawlikowski: Jury nie zrozumiało filmu „Róża” [online], PolskieRadio24.pl, 12 czerwca 2011 [dostęp 2022-04-27].
- Marcin Pietrzyk, 36. FPFF: Złote Lwy dla „Essential Killing” Skolimowskiego [online], Filmweb, 11 czerwca 2011 [dostęp 2022-04-27] (pol.).
- Tadeusz M. Płużański, Nowe „Pokłosie” [online], Niezależna.pl, 7 stycznia 2015 [dostęp 2015-04-20] [zarchiwizowane z adresu 2015-04-20].
- Polska Agencja Prasowa, Owacja na stojąco po polskiej premierze „Zimnej wojny” Pawła Pawlikowskiego [online], Dziennik, 28 maja 2018 [dostęp 2022-04-14] (pol.).
- Zofia Rojek, „Ida” pełna antysemickich stereotypów? Krytyka najnowszego filmu Pawlikowskiego [online], NaTemat.pl, 5 listopada 2013 [dostęp 2015-04-20].
- Rozdano Wiktory 2014. Donald Tusk, Kamil Stoch, Tomasz Kot, Juliusz Braun nagrodzeni [online], Wirtualne Media, 31 marca 2015 [dostęp 2022-06-01] (pol.).
- A.O. Scott, A. O. Scott’s Top 10 Movies 2014: ‘Boyhood’ and More [online], The New York Times, 11 grudnia 2014 [dostęp 2020-05-16] (ang.).
- Strajk przed siedzibą PISF. „Instytut jest polski, a nie państwowy” [online], Polskie Radio RDC, 9 października 2017 [dostęp 2022-05-08] (pol.).
- Scott Tobias, The Woman In The Fifth [online], The A.V. Club, 14 czerwca 2012 [dostęp 2022-04-14] (ang.).
- Anna Zawadzka, Ida [online], lewica.pl, 25 października 2013 [dostęp 2020-07-24].